# West-Pruisisch voetbalkampioenschap 1912/13
In 1912/13 werd opnieuw geen West-Pruisische voetbalcompetitie gespeeld zoals de vorige seizoenen. 
Hieronder de resultaten van de vijf districten die wel tot de regio West-Pruisen behoorden, de winnaars plaatsten zich voor de Baltische eindronde. 

## Bezirk Graudenz

### Nordkreis
| Plaats | Club             | Wed. | W | G | V | Saldo | Ptn. |
| ------ | ---------------- | ---- | - | - | - | ----- | ---- |
| 1.     | SC Graudenz      | 3    | 2 | 1 | 0 | 9:5   | 5    |
| 2.     | SV Marienwerder  | 2    | 0 | 1 | 1 | 2:5   | 1    |
| 3.     | FC Preußen Thorn | 1    | 0 | 0 | 1 | 3:4   | 0    |

|  | Geplaatst voor Finale Graudenz |

### Südkreis
Uit de Südkreis is enkel de winnaar Seminar SV Thorn bekend. 

### Finale
De winnaar plaatste zich voor de Baltische eindronde.
|                 |                  |       |             |       |
| 19 januari 1912 | Seminar SV Thorn | 2 - 5 | SC Graudenz | Thorn |
| 19 januari 1912 |                  |       |             | Thorn |

## Bezirk Elbing
| Plaats | Club               | Wed. | W | G | V | Saldo | Ptn. |
| ------ | ------------------ | ---- | - | - | - | ----- | ---- |
| 1.     | Elbinger SV 1905   | 2    | 2 | 0 | 0 | 10:2  | 4    |
| 2.     | VfR Hansa Elbing   | 2    | 1 | 0 | 1 | 9:7   | 2    |
| 3.     | RV Braunsberg      | 2    | 1 | 0 | 1 | 3:5   | 2    |
| 4.     | SV Viktoria Elbing | 2    | 0 | 0 | 2 | 2:10  | 0    |

|  | Geplaatst voor Baltische eindronde |

## Bezirk Danzig
Komet Neufahrwasser trok zich na de heenronde terug, de reeds gespeelde wedstrijden werden geannuleerd. 
| Plaats | Club                                     | Wed.           | W              | G              | V              | Saldo          | Ptn.           |
| ------ | ---------------------------------------- | -------------- | -------------- | -------------- | -------------- | -------------- | -------------- |
| 1.     | BuEV 1903 Danzig                         | 10             | 10             | 0              | 0              | 53:7           | 20             |
| 2.     | SV Ostmark Danzig                        | 10             | 6              | 0              | 4              | 38:21          | 12             |
| 3.     | Akademischer SC Danzig                   | 10             | 5              | 0              | 5              | 10:22          | 10             |
| 4.     | VfB Danzig                               | 10             | 3              | 1              | 6              | 12:34          | 7              |
| 5.     | TuFC Preußen Danzig                      | 10             | 3              | 0              | 7              | 12:23          | 6              |
| 6.     | Spielabteilung des Lehrerseminars Danzig | 10             | 2              | 1              | 7              | 8:26           | 5              |
| 7.     | FC Komet Neufahrwasser                   | Teruggetrokken | Teruggetrokken | Teruggetrokken | Teruggetrokken | Teruggetrokken | Teruggetrokken |

|  | Geplaatst voor Baltische eindronde |
|  | Degradatie                         |

## Bezirk Stolp
Uit het Bezirk Stolp zijn enkel de kampioen SV Germania Stolp en SV Viktoria 1909 Stolp bekend. 

## Bezirk Bromberg/Schneidemühl
In het Bezirk Bromberg/Schneidemühl schreven zich slechts twee teams in. Onderstaande is de enige bekende wedstrijd. Het is niet bekend of er nog wedstrijden gespeeld werden. 
|                 |                        |       |               |              |
| 8 december 1912 | SV Hertha Schneidemühl | 4 - 1 | Bromberger SC | Schneidemühl |
| 8 december 1912 |                        |       |               | Schneidemühl |